# Anthracocentrus nigerianus
Anthracocentrus nigerianus är en skalbaggsart som beskrevs av Lackerbeck 1998. Anthracocentrus nigerianus ingår i släktet Anthracocentrus och familjen långhorningar.
Artens utbredningsområde är Nigeria. Inga underarter finns listade i Catalogue of Life.